# Schule Rheydt

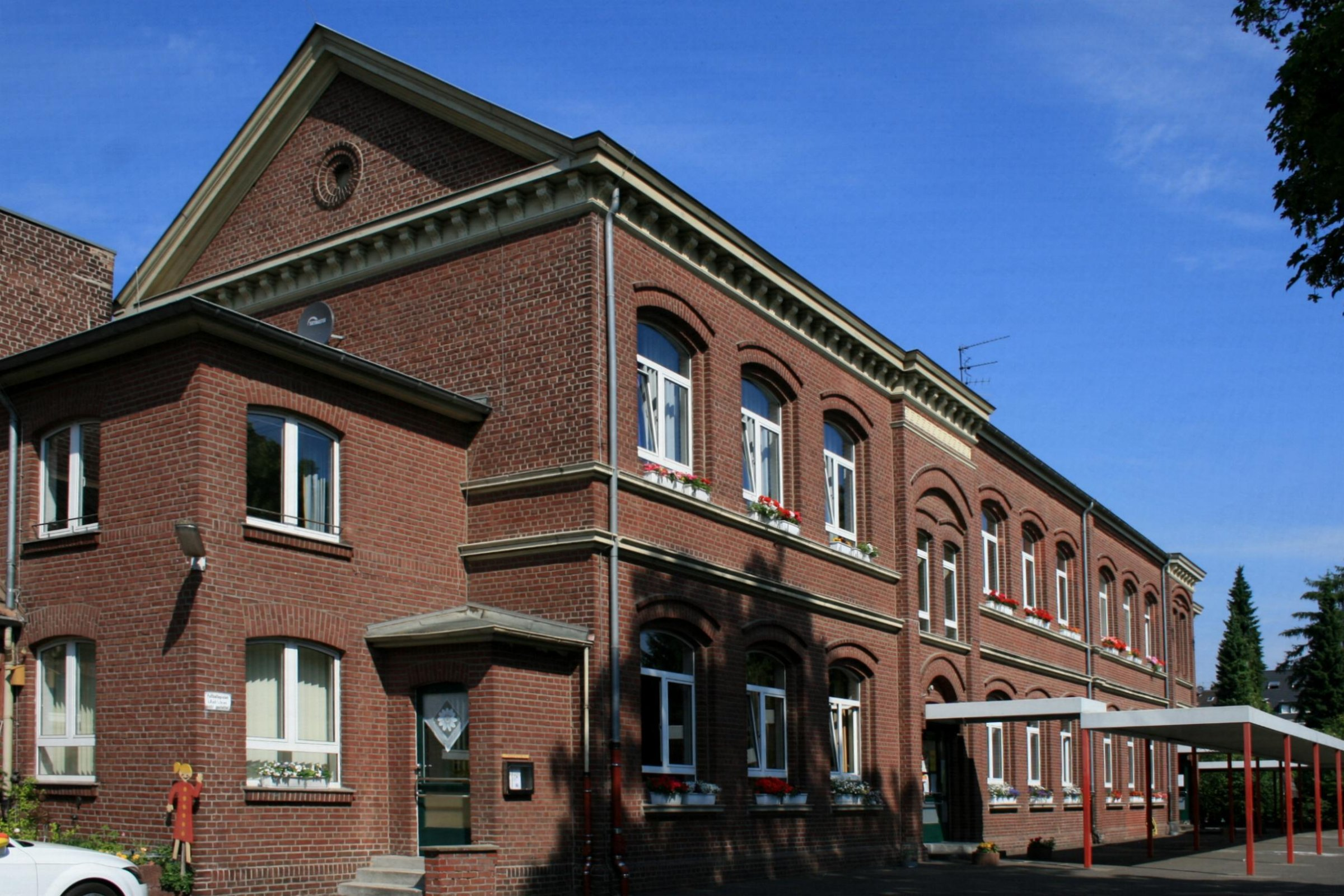
Schule (2010)

Die Schule Rheydt steht im Stadtteil Grenzlandstadion in Mönchengladbach (Nordrhein-Westfalen), Nordstraße 59.
Das Gebäude wurde 1881 erbaut. Es ist unter Nr. N 006 am 24. September  1985 in die Denkmalliste der Stadt Mönchengladbach eingetragen worden.

## Architektur
Die 1881 erbaute Schule an der Nordstraße war die erste katholische Schule in Rheydt. Der gesamte Komplex besteht aus vier Gebäudeteilen, dem ehem. Rektorenhaus, dem anschließenden zurückgenommenen Verbindungsstück (heute Rektoren- und Lehrerzimmer), dem Klassengebäude sowie einer wohl später hinzugefügten Knaben- und Mädchentoilette. Das Rektorenhaus schließt das Gebäude zur Straße hin ab.
Das beschriebene Gebäude Nordstraße 59 ist ein für ihre Entstehungszeit typischer Schulbau. Im Zusammenspiel mit einer auffälligen Häufung öffentlicher Gebäude im nahen Umkreis viertelprägend und auch wegen ihres Alters ist die Schule schützenswert.